# Acalypha welwitschiana
Acalypha welwitschiana là một loài thực vật có hoa trong họ Đại kích. Loài này được Müll.Arg. mô tả khoa học đầu tiên năm 1864.